# 自然-方法
自然-方法（英文：Nature Methods）是《自然》雜誌的生物科学研究方法分册，也是该领域经由同行评审的权威科学期刊。该杂志由自然出版集团按每月一期出版，2016年度的影响因子为25.062。